# Domenico Donna
Domenico Donna (* 30. Juni 1883 in Turin; † 21. August 1961 in Aosta) war ein italienischer Fußballspieler.

## Karriere
Domenico Donna gehörte zu der Gruppe von 13 Schülern des Turiner Massimo-d’Azeglio-Gymnasiums, die am 1. November 1897 den Fußballverein Juventus Turin gründete. Er war ein schneller Außenstürmer, der nur selten aufs Tor schoss, dafür aber viele Treffer uneigennützig vorbereitete.
Zwischen 1900 und 1910 war er Stammspieler und absolvierte 17 Meisterschaftspartien, in denen er sechs Treffer erzielte, für Juve. Im Jahr 1905 gewann er mit dem Klub den ersten italienischen Meistertitel der Vereinsgeschichte, zu dem er in der vom 5. März bis zum 9. April ausgetragenen Finalrunde drei Tore beisteuerte.